# Crissé
Crissé is een gemeente in het Franse departement Sarthe (regio Pays de la Loire) en telt 510 inwoners (2004). De plaats maakt deel uit van het arrondissement Mamers.

## Geografie
De oppervlakte van Crissé bedraagt 20,7 km², de bevolkingsdichtheid is 24,6 inwoners per km².

## Verkeer en vervoer
In de gemeente ligt spoorwegstation Crissé.
De onderstaande kaart toont de ligging van Crissé met de belangrijkste infrastructuur en aangrenzende gemeenten.

## Demografie
Onderstaande figuur toont het verloop van het inwonertal (bron: INSEE-tellingen).

## Foto's

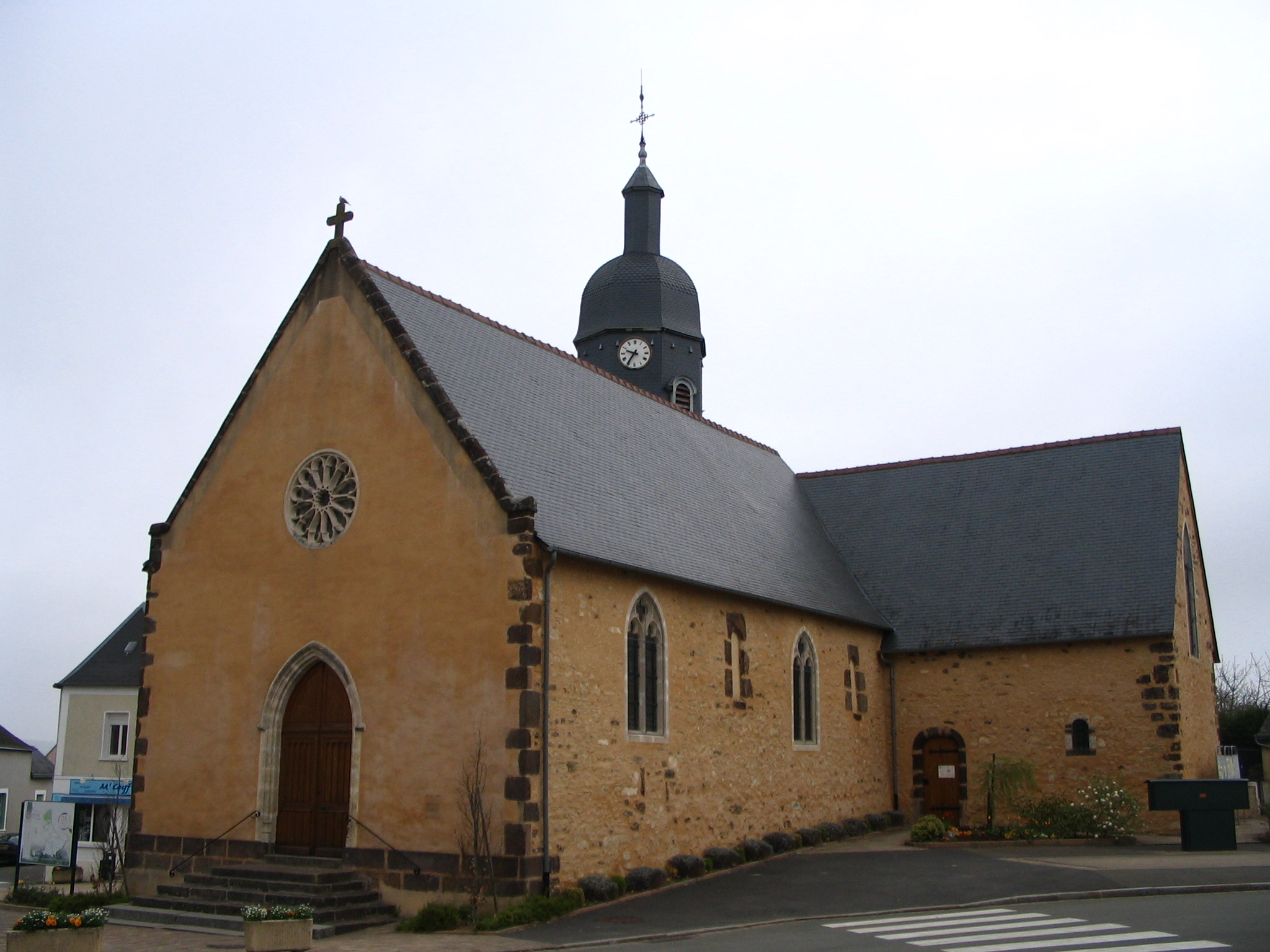
Kerk
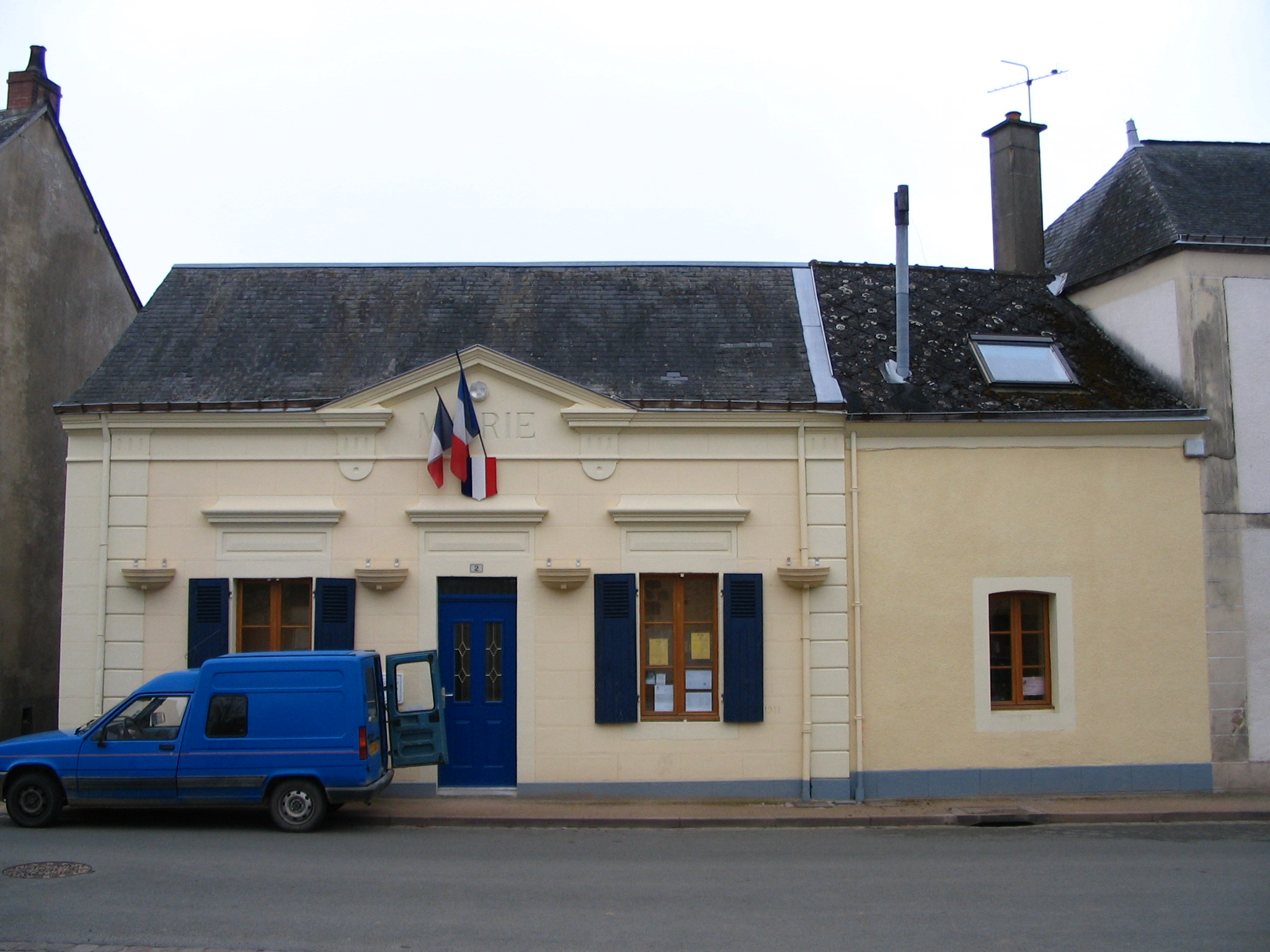
Gemeentehuis

1. ↑  Populations de référence 2022.